# Urosaurus clarionensis
Espèce
Synonymes
- Uta clarionensis Townsend, 1890

Statut de conservation UICN

 VU D2 : Vulnérable
Urosaurus clarionensis est une espèce de sauriens de la famille des Phrynosomatidae.

## Répartition
Cette espèce est endémique de l'île Clarión dans l'État de Colima au Mexique.

## Étymologie
Son nom d'espèce, composé de clarion et du suffixe latin -ensis, « qui vit dans, qui habite », lui a été donné en référence au lieu de sa découverte, l'île Clarión.

## Publication originale
- Townsend, 1890 : Scientific results of explorations by the U.S. Fish Commission Steamer Albatross. No. XV.-Reptiles from Clarion and Socorro Islands and the Gulf of California, with description of a new species. Proceedings of the United States National Museum, vol. 13, p. 143-144, (texte intégral).